# Gideonmantellia
Gideonmantellia amosanjuanae
Genre
Espèce
Gideonmantellia est un genre éteint de dinosaures. Il n'est représenté par une seule espèce, Gideonmantellia amosanjuanae.

## Étymologie
Le genre Gideonmantellia rend hommage à Gideon Algernon Mantell qui a été le premier auteur à décrire, en 1849, un Hypsilophodontidae en pensant qu'il s'agissait d'un très jeune Iguanodon.
Le nom spécifique, amosanjuanae, a été donné en l'honneur d'Olga María Amo Sanjuan, boursière du département de paléontologie de l'université de Saragosse qui faisait sa thèse sur les fragments de coquille d'œuf de vertébrés du Crétacé inférieur de Galve lorsqu'elle est décédée prématurément en octobre 2002.

## Publication originale
- (en) José Ignacio Ruiz-Omeñaca, José Ignacio Canudo, Gloria Cuenca-Bescós, Penélope Cruzado-Caballero, José Manuel Gasca et Miguel Moreno-Azanza, « A new basal ornithopod dinosaur from the Barremian of Galve, Spain », Comptes Rendus. Palévol, Académie des sciences et Muséum national d'histoire naturelle, vol. 11, no 6,‎ 2012, p. 435-444 (ISSN 1777-571X, OCLC 49514571, DOI 10.1016/J.CRPV.2012.06.001, lire en ligne).